# NWSL Challenge Cup
La NWSL Challenge Cup es una supercopa anual de fútbol femenino organizada por la National Women's Soccer League (NWSL) en Estados Unidos. Fue creada en 2020 como un torneo especial para marcar el regreso del fútbol femenino en el país luego de la pandemia de COVID-19. Tras la primera edición se anunció que el torneo pasaría a disputarse en las siguientes temporadas.
A partir de la edición de 2024, la Challenge Cup se transformó en una supercopa disputada entre el campeón de la liga y el poseedor del NWSL Shield, este último entregado al mejor equipo en la temporada regular. Si un equipo gana ambos honores en una temporada, la Challenge Cup de la próxima temporada involucrará a los participantes en el partido por el campeonato.

## Ganadores
| Año  | Campeón                | Resultado          | Subcampeón        |
| ---- | ---------------------- | ------------------ | ----------------- |
| 2020 | Houston Dash           | 2 - 0              | Chicago Red Stars |
| 2021 | Portland Thorns        | 1 - 1 (6 - 5 pen.) | NJ/NY Gotham FC   |
| 2022 | North Carolina Courage | 2 - 1              | Washington Spirit |
| 2023 | North Carolina Courage | 2 - 0              | Racing Louisville |
| 2024 | San Diego Wave FC      | 1 - 0              | NJ/NY Gotham FC   |
| 2025 | Washington Spirit      | 1 - 1 (4 - 2 pen.) | Orlando Pride     |

### Títulos por equipo
| Club                   | Títulos | Subcam. | Años campeón | Años subcampeón |
| ---------------------- | ------- | ------- | ------------ | --------------- |
| North Carolina Courage | 2       | 0       | 2022, 2023   | -               |
| Washington Spirit      | 1       | 1       | 2025         | 2022            |
| Houston Dash           | 1       | 0       | 2020         | -               |
| Portland Thorns        | 1       | 0       | 2021         | -               |
| San Diego Wave FC      | 1       | 0       | 2024         | -               |
| NJ/NY Gotham FC        | 0       | 2       | -            | 2021, 2024      |
| Chicago Red Stars      | 0       | 1       | -            | 2020            |
| Racing Louisville      | 0       | 1       | -            | 2023            |
| Orlando Pride          | 0       | 1       | -            | 2025            |